# Geher-Länderkampf der Männer 1974 BR Deutschland – Großbritannien
| 3. Leichtathletik-Länderkampf mit bundesdeutscher Beteiligung 1974 | 3. Leichtathletik-Länderkampf mit bundesdeutscher Beteiligung 1974 |
| ------------------------------------------------------------------ | ------------------------------------------------------------------ |
|                                                                    |                                                                    |
| Geher-Vergleich der Männer: BR Deutschland – Großbritannien        |                                                                    |
| Austragungsort                                                     | Hamburg                                                            |
| Wettbewerbe                                                        | 2                                                                  |
| Datum                                                              | 25. Mai                                                            |
| 1. FRG 2. GBR                                                      | 26 Punkte 18 Punkte                                                |
| Chronik                                                            |                                                                    |
| ← ROU-FRG 10kampf (M)                                              | FRG-NLD-SUI Str'lauf (M)→                                          |

Der dritte Vergleich des Länderkampfjahres 1974 fand noch früh in der Saison am 25. Mai statt. In Hamburg bestritten die Geher ihren insgesamt fünften Vergleich mit Großbritannien. Den ersten im Jahr 1969 hatten die Briten für sich verbuchen können, die drei weiteren Begegnungen waren an die Bundesrepublik gegangen. Außerdem hatte 1968 ein Dreiländerkampf der Geher mit britischer und bundesdeutscher Beteiligung stattgefunden, den Großbritannien gewonnen hatte.

## Wettbewerbe und Modus
Wie gewohnt standen zwei Wettbewerbe auf dem Programm, das Straßengehen über 20 und diesmal anstelle des Wettkampfs über die damalige olympische Distanz von 50 Kilometern der Wettkampf über zwanzig Meilen (entspricht 32,18688 km). Jede Nation konnte je Disziplin vier Geher stellen, von denen die drei Besten gewertet wurden. Die Punkte wurden folgendermaßen verteilt: 1. Platz: 7 P / 2. Pl.: 5 P / 3. Pl.: 4 P / 4. Pl.: 3 P / …

## Ergebnis
In beiden Wettbewerben gab es bundesdeutsche Doppelerfolge. Der dritte gewertete bundesdeutsche Vertreter belegte in beiden Disziplinen jeweils Rang sieben. Damit ergab die Wertung für beide Wettbewerbe jeweils dreizehn zu neun Punkte für die Bundesrepublik, die so den Länderkampf gegen Großbritannien zum vierten Mal in Folge mit diesmal 26 zu achtzehn Punkten für sich entschied.

## Legende
Kurze Übersicht zur Bedeutung der Symbolik – so üblicherweise auch in sonstigen Veröffentlichungen verwendet:
| DSQ | disqualifiziert |

## Resultate

### 20-km-Straßengehen
| Platz | Athlet             | Land | Zeit (h)          |
| ----- | ------------------ | ---- | ----------------- |
| 1     | Bernd Kannenberg   | FRG  | 1:24:45,0         |
| 2     | Heinz Mayr         | FRG  | 1:30:59‚4         |
| 3     | Roger Mills        | GBR  | 1:31:24‚2         |
| 4     | Oliver Flynn       | GBR  | 1:32:15‚8         |
| 5     | Peter Marlow       | GBR  | 1:32:28‚8         |
| 6     | Tony Taylor        | GBR  | 1:34:21‚2         |
| 7     | Manfred Kolvenbach | FRG  | 1:34:21,4         |
| DSQ   | Siegfried Richter  | FRG  | 15 m vor dem Ziel |

### 20-Meilen-Straßengehen
| Platz | Athlet            | Land | Zeit (h)  |
| ----- | ----------------- | ---- | --------- |
| 1     | Gerhard Weidner   | FRG  | 2:30:38‚6 |
| 2     | Heinrich Schubert | FRG  | 2:33:33‚8 |
| 3     | John Warhurst     | GBR  | 2:34:25‚4 |
| 4     | Roy Thorpe        | GBR  | 2:35:44‚0 |
| 5     | Amos Seddon       | GBR  | 2:37:35‚4 |
| 6     | Michael Holmes    | GBR  | 2:42:01‚4 |
| 7     | Leo Frey          | FRG  | 2:44:55‚6 |
| 8     | Hans Michalski    | FRG  | 2:47:33,0 |